# 91 Aquarii
Psi1 Aquarii
Pour les articles homonymes, voir Psi Aquarii.
Désignations
91 Aqr A : HR 8841, HD 219449, HIP 114855, BD–09°6156, FK5 1608, SAO 146598, LTT 9437

91 Aquarii (en abrégé 91 Aqr) est un système d'étoiles triple de la constellation zodiacale du Verseau. Il porte également la désignation de Bayer de Psi1 Aquarii (ψ1 Aquarii / ψ1 Aqr). Brillant d'une magnitude apparente de 4,25, il est visible à l'œil nu.
Le système est distant d'environ 150 années-lumière de la Terre. Son étoile primaire est une étoile géante rouge. Elle héberge une exoplanète connue. Ses deux compagnons sont deux étoiles de dixième magnitude qui orbitent toutes deux l'une autour de l'autre.

## Système stellaire
91 Aquarii est un système stellaire triple. Il présente une parallaxe annuelle de 21,77 ± 0,29 mas mesurée par le satellite Hipparcos, ce qui permet d'en déduire qu'il est distant d'environ ∼ 150 a.l. (∼ 46 pc) de la Terre. Il se rapproche du système solaire à une vitesse radiale de −26 km/s.

### 91 Aquarii A
L'étoile primaire, désignée 91 Aquarii A, est une géante rouge de type spectral K1 III, âgée d'environ trois milliards d'années. Elle est 38 % plus massive que le Soleil et lorsqu'elle a évolué pour devenir une géante, elle s'est étendue de telle sorte que son rayon est désormais dix fois plus grand que le rayon solaire. L'étoile est 54 fois plus lumineuse que le Soleil et sa température de surface est de 4 730 K.

### 91 Aquarii BC
91 Aquarii A partage un mouvement propre commun avec deux étoiles désignées 91 Aquarii B et C, ce qui suggère qu'elles sont physiquement liées. Elles portent également la désignation, dans le catalogue Henry Draper, de HD 219430. Ces compagnons sont deux étoiles de dixième magnitude séparées l'une de l'autre de 0,5 seconde d'arc. Elles forment en fait un sous-système binaire, localisé à une distance angulaire de 48,9 secondes d'arc de l'étoile primaire en date de 2014.
La paire 91 Aquarii BC apparaît être de type spectral K1/2V, ce qui indique qu'au moins l'une des deux étoiles est une naine orange.

## Compagnon optiques
Le système de 91 Aquarii possède deux compagnons visuels supplémentaires recensés dans les catalogues d'étoiles doubles et multiples. 91 Aquarii D est une étoile de treizième magnitude, distante, en date de 2008, de 110,1 secondes d'arc de 91 Aquarii A. 91 Aquarii E est une étoile de quatorzième magnitude mesurée à une séparatation angulaire de 42,3 secondes d'arc de la paire BC en date de 2008. 91 Aquarii D et E présentent un mouvement propre différent des étoiles du système, ce qui indique qu'il s'agit de compagnons purement optiques dont la proximité apparente avec le système n'est qu'une coïncidence.

## Système planétaire
En 2003, une exoplanète orbitant autour de 91 Aquarii A, désignée 91 Aquarii b, est découverte. Cette découverte a par la suite été remise en question, avant que la planète ne soit de nouveau confirmée par Quirrenbach et al. lors d'une conférence qui s'est tenue à Bamberg en 2010.
91 Aquarii b est une planète géante d'une masse minimale de 3.2 MJ. Elle boucle une orbite autour de son étoile avec une période de 181,4 jours, selon une excentricité quasi-nulle et à une distance moyenne de 0,70 ua :
| Planète | Masse    | Demi-grand axe (ua) | Période orbitale (jours) | Excentricité  | Inclinaison | Rayon |
| ------- | -------- | ------------------- | ------------------------ | ------------- | ----------- | ----- |
| b       | ≥ 3,2 MJ | 0,70                | 181,4 ± 0,1              | 0,027 ± 0,026 |             |       |